# ㄷ
ㄷ (digeut - 디귿) là một phụ âm trong hangul. Unicode cho ㄷ là U+3137. Khi chuyển tự Hangeul sang Romaja nó tương ứng với chữ "D".

## Giao tiếp đại diện khác
| Loại                  | Loại             | Chữ cái | Unicode | HTML     |
| --------------------- | ---------------- | ------- | ------- | -------- |
| Tương thích Jamo      | Tương thích Jamo | ㄷ      | U+3137  | &#12599; |
| Hangul Jamo vùng      | Chữ đầu          | ᄃᅠ      | U+1103  | &#4355;  |
| Hangul Jamo vùng      | Chữ cuối         | ᅟᅠᆮ      | U+11AE  | &#4526;  |
| Hanyang sử dụng riêng | Chữ đầu          |         | U+F790  | &#63376; |
| Hanyang sử dụng riêng | Chữ cuối         |         | U+F880  | &#63616; |
| Nửa chiều rộng        | Nửa chiều rộng   | ﾧ       | U+FFA7  | &#65447; |